# 2008年の日本公開映画/12月
- 5日
  - ウォーリー（ アメリカ合衆国/アニメ）
  - ザ・ローリング・ストーンズ シャイン・ア・ライト（ アメリカ合衆国/ドキュメンタリー）
- 6日
  - エグザイル/絆（ 香港）
  - 亀（ 日本）
  - 斬〜KILL〜（ 日本）
  - 口裂け女0 ビギニング（ 日本）
  - 殺しのはらわた（ 日本）
  - 制服サバイガール（ 日本）
  - 特命係長 只野仁 最後の劇場版（ 日本）
  - 252 生存者あり（ 日本）
  - ぼくのおばあちゃん（ 日本）
- 12日
  - うたかた（ 日本）
- 13日
  - アラトリステ（ スペイン）
  - 劇場版BLEACH Fade to Black 君の名を呼ぶ（ 日本/アニメ）
  - 劇場版MAJOR メジャー 友情の一球（ 日本/アニメ）
  - 厳重に監視された列車（ チェコスロバキア）
  - 空へ-救いの翼 RESCUE WINGS-（ 日本）
  - 大丈夫であるように -Cocco 終らない旅-（ 日本）
  - TOKYO JOE マフィアを売った男（ 日本）
  - ブロークン・イングリッシュ（ アメリカ合衆国・ フランス・ 日本）
- 19日
  - 地球が静止する日（ アメリカ合衆国）
- 20日
  - 赤い糸（ 日本）
  - 悪夢探偵2（ 日本）
  - アナーキー（ 日本）
  - 映画! たまごっち うちゅーいちハッピーな物語!?（ 日本/アニメ）
  - 永遠のこどもたち（ スペイン・ メキシコ）
  - 英国王給仕人に乾杯!（ チェコ・ スロバキア）
  - M（ 韓国）
  - 女バス（ アメリカ合衆国）
  - K-20 怪人二十面相・伝（ 日本）
  - 劇場版 ゲゲゲの鬼太郎 日本爆裂!!（ 日本/アニメ）
  - GOTH（ 日本）
  - 懺悔（ ソビエト連邦）
  - 空の境界/第六章 忘却録音（ 日本）
  - チェチェンへ アレクサンドラの旅（ フランス・ ロシア）
  - 動物牧場（ イギリス/アニメ）
  - トミカヒーロー レスキューフォース 爆裂MOVIE マッハトレインをレスキューせよ!（ 日本）
  - ノン子36歳（家事手伝い）（ 日本）
  - 反恋愛主義（ ハンガリー）
  - パリ（ フランス）
  - ファニーゲーム U.S.A.（ アメリカ合衆国）
  - 魔法遣いに大切なこと（ 日本）
  - マルセイユの決着（ フランス）
  - やさしい旋律（ 日本）
  - 40歳問題（ 日本）
  - ラースと、その彼女（ アメリカ合衆国）
  - ワールド・オブ・ライズ（ アメリカ合衆国）
- 23日
  - ティンカー・ベル（ アメリカ合衆国/アニメ）
- 26日
  - ミラーズ（ アメリカ合衆国）
- 27日
  - アンダーカヴァー （ アメリカ合衆国）
  - そして、私たちは愛に帰る（ ドイツ・ トルコ）
  - その男ヴァン・ダム（ ベルギー・ ルクセンブルク・ フランス）